# Konibodom
Konibodom (tádzsik nyelven: Конибодом) város Észak-Tádzsikisztán Sugd tartományában, a Fergána-völgy nyugati részén, a 2007. évi népszámláláskor 47 100 lakossal.

## Éghajlata
A város éghajlata kontinentális, meleg, száraz-nyári éghajlattal (Köppen Dsa éghajlati besorolás). Az átlagos éves hőmérséklet 14 °C. Átlagos hőmérséklete 27,4 °C, a leghidegebb hónap január, átlagos hőmérséklete -0,6 °C. Az átlagos csapadékmennyiség 465,5 mm.

## Nevének eredete
Kenibodom neve "mandula városa" jelentésű, és a területén korábban növekvő mandulafákra utal.

## Története

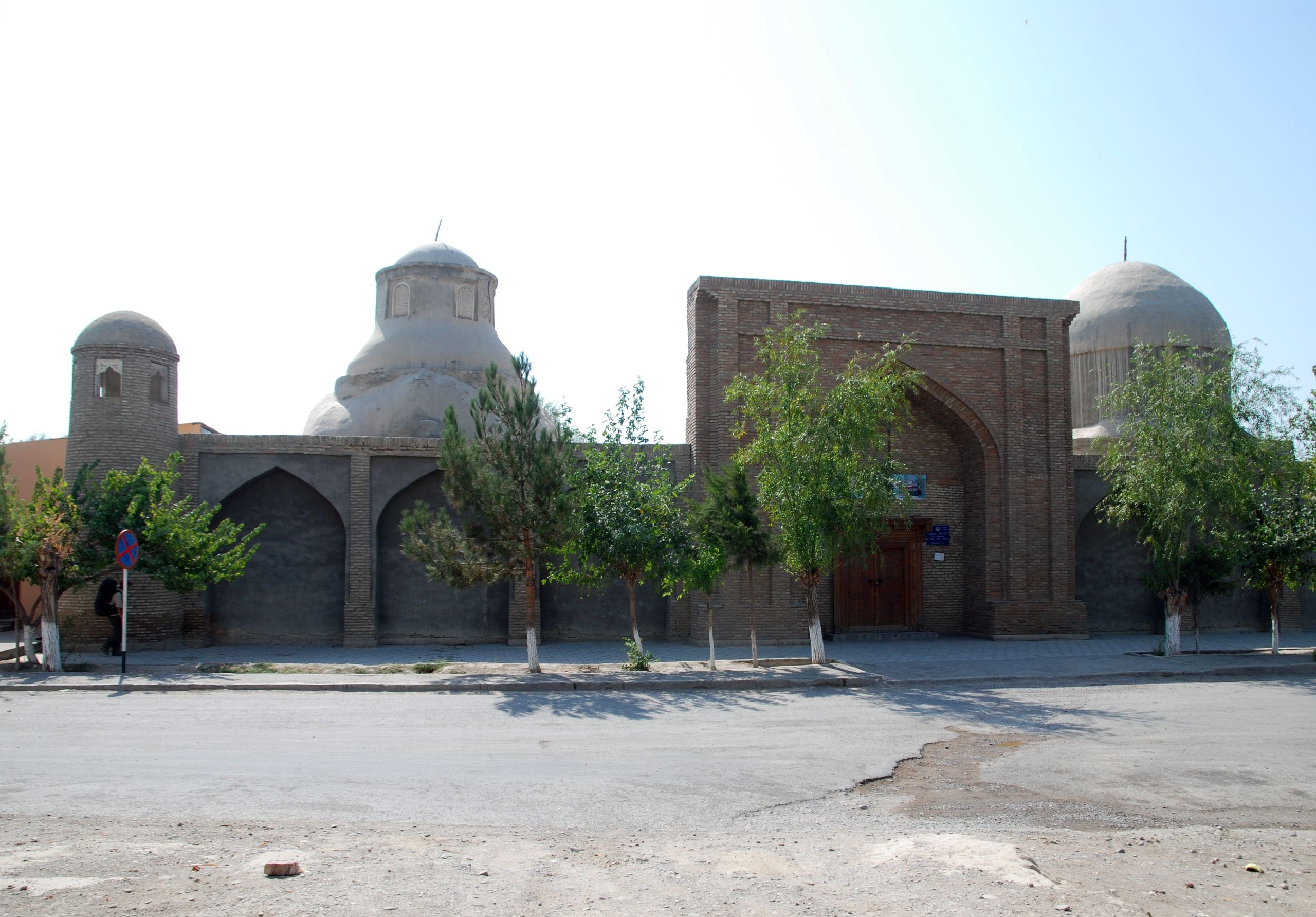
Konibodom, részlet

A település helyén  a 9. században Kond (Kend) nevű település állt, és abban az időben a számánidák királysága volt. A település a selyemút egyik útvonala mellett épült, mely Hudzsand-tól keletre Marg'ilonon keresztül vezetett Kínába. Konibodomot mai nevén először 1463-ban említették a dokumentumokban.
Kanibodom 1842-ben sokat szenvedett Nasrullah Khan, Bukhara emírje (uralkodott 1827-1860) és Khan Madali a Kokandi Kánátság (uralkodott 1821-1842) uralkodója közötti harcok miatt, akik betörtek az emirátusba, és ekkor több ezer ember halt meg. Majd 1875-ben újabb csata volt Mahramban, a város nyugati részén, a Khujand felé vezető úton, amikor 10 000 kokandi lázadót győztek le Konstantin Petrovics orosz tábornok egységei. Ebben a harcban körülbelül 2000 tádzsik, üzbég és kirgiz vesztette életét. Ezt követően az oroszok még ugyanabban az évben meghódították Kanibodomot.

## Gazdaság, városfejlődés

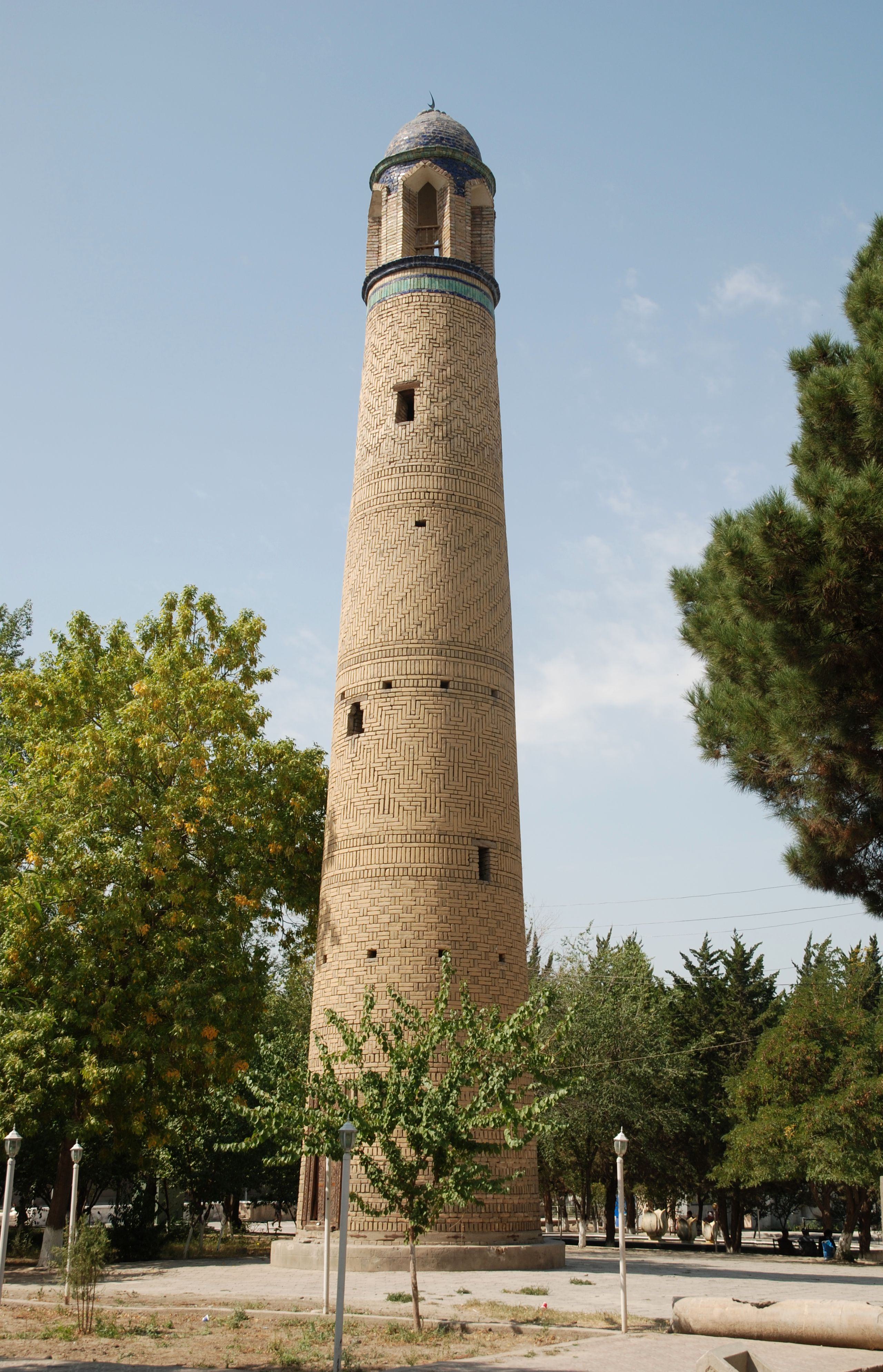
Minaret a városban

Az orosz Turkesztán részeként a várost gyors gazdasági fellendülés követte. 1905-ben egy orosz iskolát is nyitottak. 1899 óta a városnak vasútvonala is van, amely hosszirányban húzódik a Fergana-völgy, Szamarkand és Osch között. 
Konibodom és Iszfara közelében épült olajlerakókhoz a "közép-ázsiai olajtársaság" (Sredneaziatskoye Neftianoe Tovarischestvo, SANTO) finomítót hozott létre. 1917-ben 1050 orosz munkást és mérnököt alkalmaztak a SANTA olajmezőkben.
1918-tól a fergána-völgy környéke a Turkesztán Autonóm Szovjet Köztársasághoz tartozott. 1924-ben Konibodom körzetét  hozzáadták az Üzbég Szocialista Szovjet Köztársaság Kokand tartományához. 1925 áprilisában a Konibodom kerület bizonyos fokú autonómiát kapott, mielőtt 1929-ben beépítették a Fergána-völgy más területeivel együtt a Tádzsik Szovjet Szocialista Köztársaságba. 
A közép-ázsiai Basmachi felkelését, amely az októberi forradalom alatt az orosz bolsevikok ellen irányult, 1925-ben letörték. 
Az 1920-as évek végén a mezőgazdaságot átszervezték a gyapot és gabonafélék termesztése került előtérbe. 1929-ben Konibodom és a SANTO olajmező dízelgenerátorai elkezdték a villamos energia termelést. Konibodom 1937 óta városi jogokkal is rendelkezik. 1959-ben megnyílt a Konibodom Technológiai Intézet, majd 1963-ban az Ura-Tjube Műszaki Iskola (Istaravsan). 1970-től nyílt meg az újonnan épített zene- és drámaszínház.

## Nevezetességek
- Minaret
- Oim Medrese